# 14836 Maxfrisch
14836 Maxfrisch este un asteroid din centura principală de asteroizi.

## Descriere
14836 Maxfrisch este un asteroid din centura principală de asteroizi. A fost descoperit pe 14 februarie 1988 la Tautenburg de Freimut Börngen. Asteroidul prezintă o orbită caracterizată de o semiaxă mare de 3,18 ua, o excentricitate de 0,11 și o înclinație de 15,3° în raport cu ecliptica.